# 瓦爾特P99手槍
瓦爾特P99（Walther P99）是一款由德國卡爾·瓦爾特運動槍有限公司制造的半自動手槍，是瓦爾特P5及瓦爾特P88的後繼產品。

## 設計

### 設計沿革
P99以瓦尔特P88的結構改進而成，在1994年開始設計，並在1997年正式推出的一種現代化的警用及民用手槍。

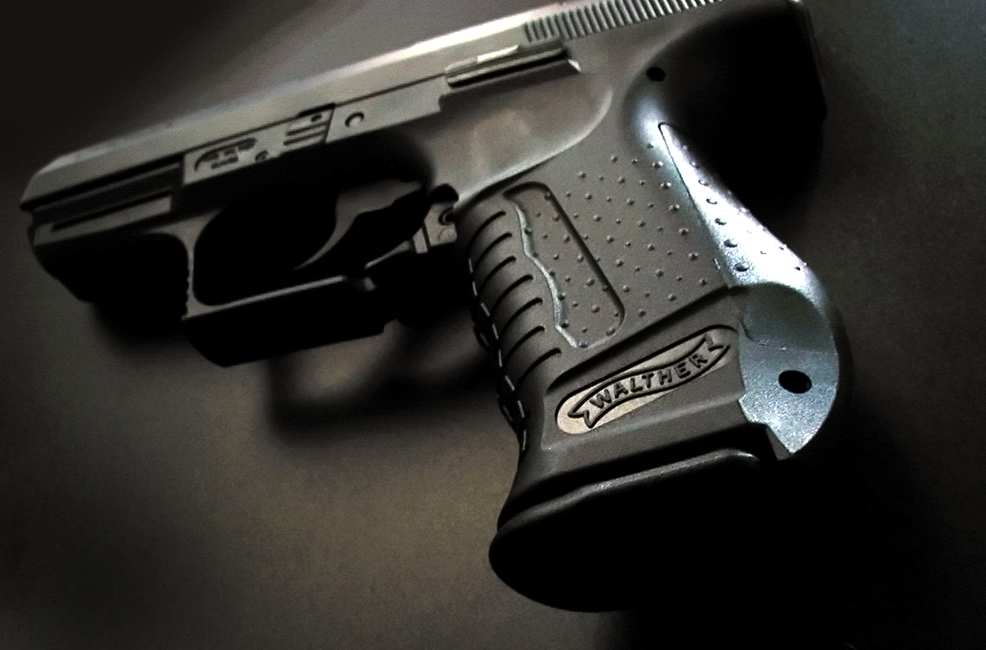
從圖片可看出P99可換握把片及握把背版的位置

P99採用後坐作用原理運作，原版裝有單雙動扳機，早期的P99有獨特的擊針設計，就算在非待發狀態下按動扳機仍可擊發，但後來又推出了必須在待發狀態下才可擊發的改進版本P99QA。

### 設計細節
P99手槍的材質相當地特殊；握柄（frame）的部分是聚合物作成的，而套筒（slide）的部分由於受到結構部位的強化要求而使用的鋼材為經過氮化（nitriding）處理，所以滑套不論在抗磨損（wear resistance），抗金屬疲勞（Metal fatigue），以及抗鏽蝕上（corrosion resistance）都具有優異的性能。
P99的套筒可於細部分解後進行水洗，只要再將撞針槽清除乾淨，不會導致撞針/復進簧鏽蝕即可；P99甚至用布擦乾淨都可以，清潔後也完全不需要再上油（lubrication）。
由於設想到操作的便捷性，因此P99並沒有像其他的半自動手槍採用雙動扳機（double action）配合曝露式的擊槌（hammer）進行擊發，而是改用雙動扳機配合內藏式撞針（striker）釋放鎖進行擊發，所以P99從口/槍袋中取出都不會有障礙。
P99的撞針在待發下射手可以從套筒後方看見突出的撞針；撞針尾以紅色作為待發指示，看到紅色的撞針尾突出就要注意保險掣的問題，另外在滑套的右邊也有一個上膛指示器。所有型款中，QA型（Ouick-Action型）手槍的撞針在待發時並不突出，只有滑套後退到定位之後撞針才開始突出，瞄準器（sight）可做左右風偏修正（windage）或者上下瞄準（elevation）調整，在2004年推出新設計版本的P99也可以在前方加裝光束指示器或搜尋手電筒。
對於手指比較修長的射手可以在P99進行握把墊片的更換，讓握把變得較豐腴，護弓根部就是彈匣釋放鈕，可以左右開弓卸除彈匣。
P99AS型（Anti-Stress）與QA型還有多了一個解發鈕（decocking button），按鈕之後直接就可以解除待發。
P99 .40口徑型的套筒比起其他型式稍微大一點；這是為了保持復進簧總成（recoil spring assembly）與其他9mm口徑P99手槍通用的關係。
P99手槍一共有三種顏色選擇：
- 黑色握柄 ＋ 黑色套筒
- 黑色握柄 ＋ 鈦合金外殼滑套
- 軍用橄欖色握柄 ＋ 黑色滑套

但是每一把P99的握把都是黑色的，而緊致型（P99C，Compact）只有全部黑色的式樣。

## 型號
- P99 AS

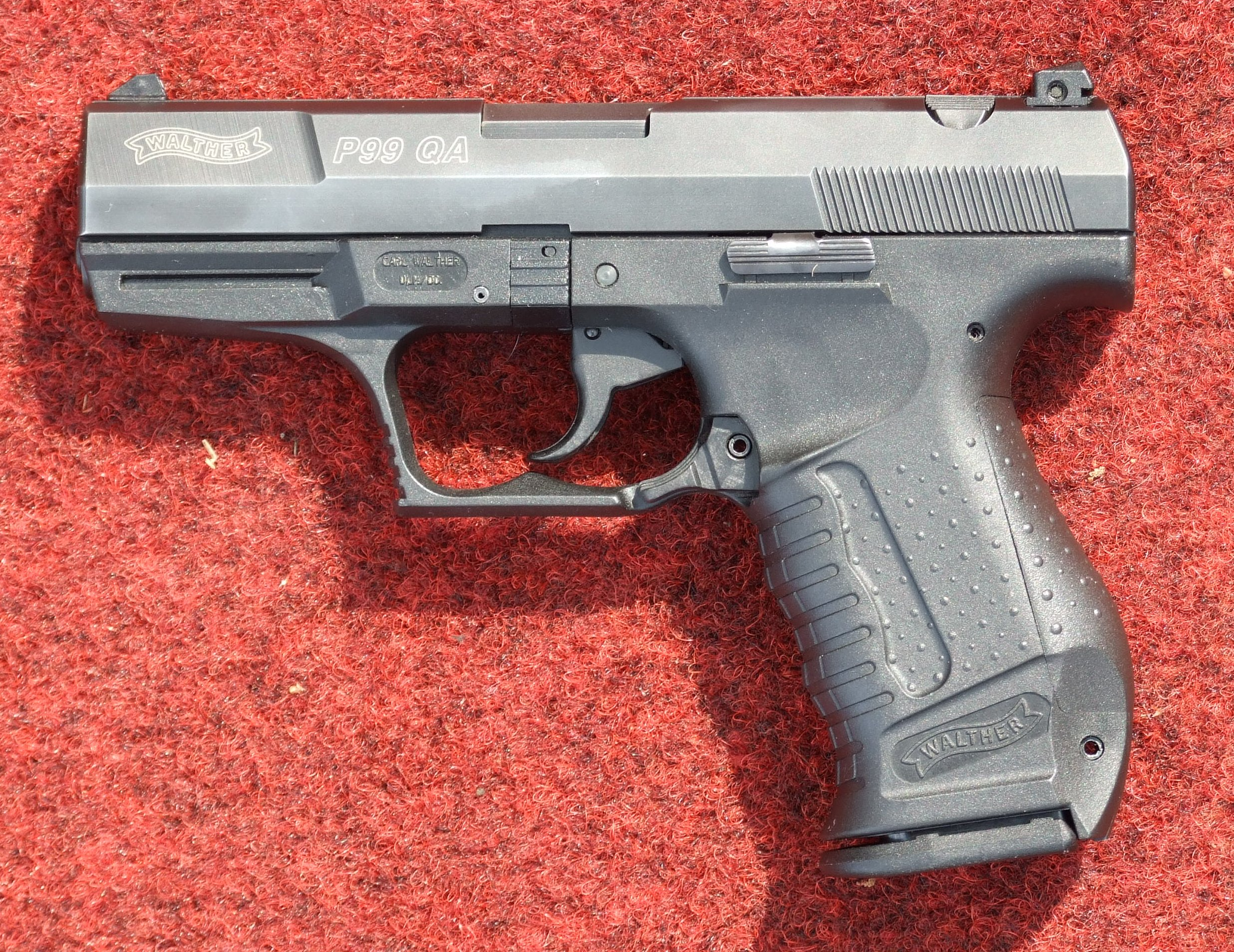
P99QA

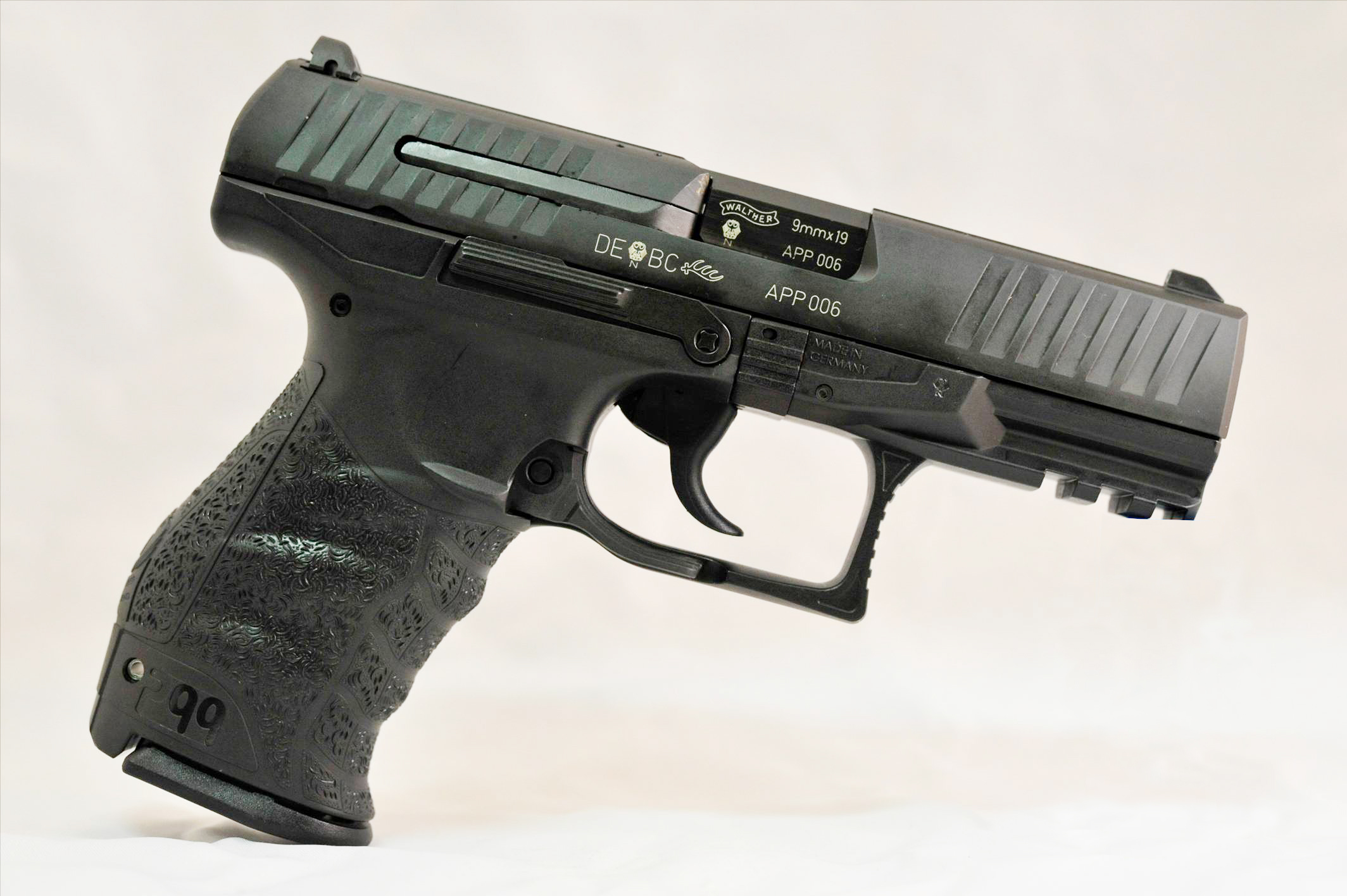
P99Q警用任務手槍

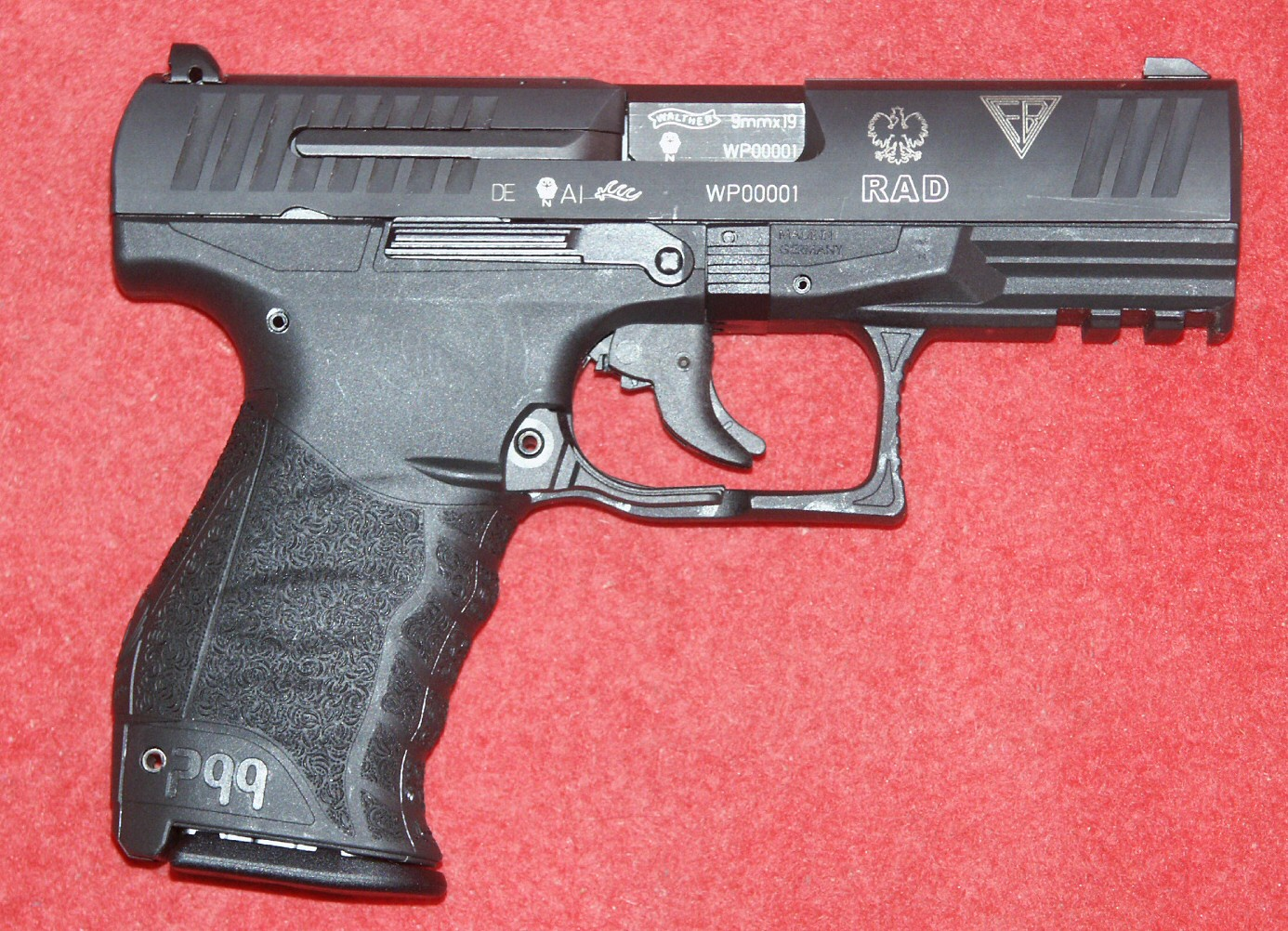
由波蘭根據特許生產證生產的P99RAD

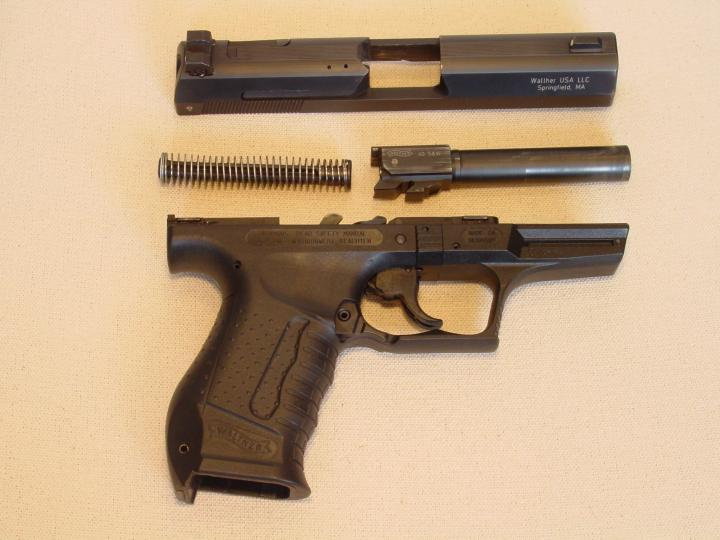
不完全分解的.40口徑P99

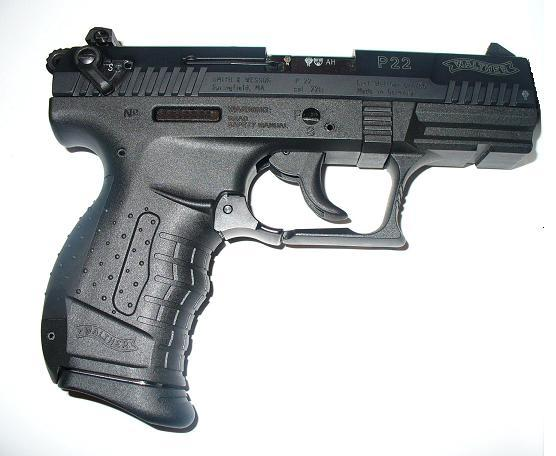
P22

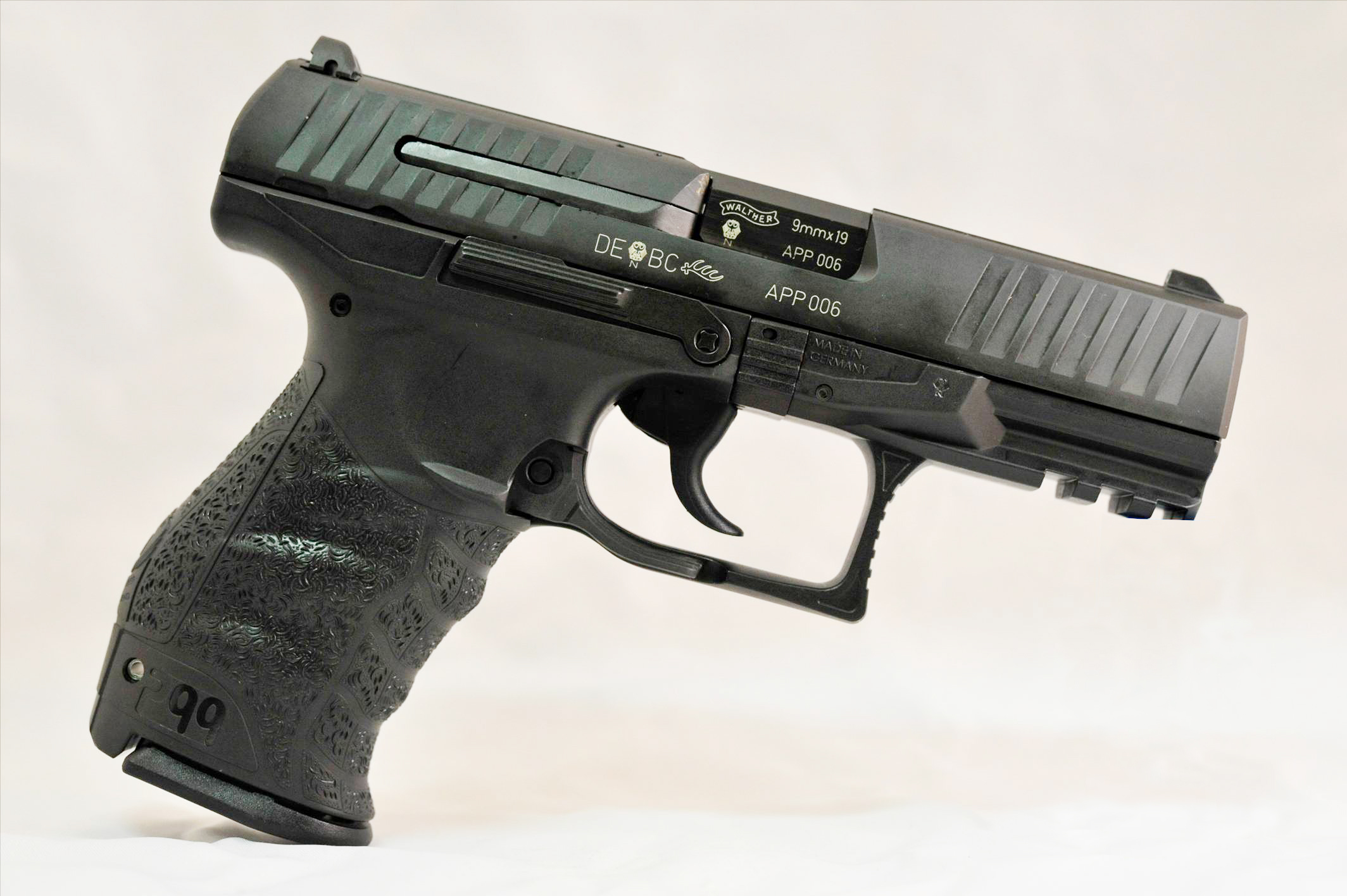
P99Q

P99AS（Anti-stress）是原型版本，裝有單雙動扳機。
- P99 DAO

P99DAO（Double-action only）是純雙動扳機版本，在2002年推出，後來改名為P990。
- P99 QA

P99QA（Quick-action）在2000年推出，裝有格洛克手槍式擊針設計。
- P99 Q

P99的警用版本，專門為德國本土及外國的執法部門製造，2008年推出並沒有在民間上市。主要差異為滑套設計，德國、芬蘭、愛沙尼亞警方先後採用。
- P99 C

P99C（Compact）是於2004年推出AS、DAO及QA的緊湊型版本。
- P99 RAD

P99在波蘭Fabryka Broni Radom（Łucznik兵工廠）進行授權生產的版本，被伊拉克採用並成為了後來PPQ的意念來源。

### 限量版
- P99 HMSS（MI-6）

紀念電影中詹姆斯·龐德P99的特別版本，有9毫米及.40 S&W兩种口徑。
- La Chasse

P99的獵槍版本。
千禧紀念版本。

### SW99
卡爾·瓦爾特為了把P99出口至美國市場，聯合了美國的史密斯威森（Smith & Wesson）共同生產，當中機匣在德國制造並運住美國，再由美國制造套筒及槍管並組裝出售，亦是唯一一種可發射.45 ACP的版本。

### 瓦爾特P22
由於發射.22 LR的手槍在民間市場上仍然很受歡迎，但P99無法通過轉換內部零件來改變口徑，因此卡爾·瓦爾特推出了.22 LR版本的瓦爾特P22。

### 客製化
P99、PPQ可以客製化。荷蘭警方測試過客製化PPQ NL、P99 Q NL，最後定案採購P99 Q NL。

## 使用國
- 阿尔巴尼亚
  - 阿爾巴尼亞國家警察（英语：Albanian Police）武裝份子掃蕩部門（英语：RENEA）
- 加拿大
  - 蒙特婁警察局（英语：Service de police de la Ville de Montréal）
  - 魁北克警察局
  - 魁北克懲教局
  - 特別公眾安全警察局
- 捷克
  - 捷克共和國警察迅速行動單位（英语：Útvar rychlého nasazení）
- 丹麦
- 爱沙尼亚
  - 愛沙尼亞警察（英语：Estonian Police）（P99Q；以替換自蘇聯時期服役多年的馬卡洛夫手槍）[9]
- 芬兰
  - 芬蘭國防軍（命名為PIST 2003）[10]
  - 警察單位（P99Q）
  - 芬蘭邊防衛隊（英语：Finnish Border Guard）（P99Q）
- 德国
  - 多個德國邦警察（英语：Landespolizei）單位（P99 DAO、P99Q）
- 愛爾蘭
  - 愛爾蘭和平衛隊（P99、P99C）
- 伊拉克
  - 伊拉克陸軍（波蘭授權生產型）
- 義大利
  - 義大利國家警察（英语：Polizia di Stato）中央安全行動局（英语：Nucleo Operativo Centrale di Sicurezza）[11]
- 拉脫維亞
- 盧森堡
  - 大公國警察（英语：Grand Ducal Police）
- 马来西亚
  - 馬來西亞皇家警察
- 墨西哥
- 荷蘭
  - 荷蘭國家警察（英语：Law enforcement in the Netherlands）（P99Q；以替換服役多年的瓦爾特P5手槍）
- 北馬其頓
  - 猛虎特別任務單位
- 菲律賓
  - 警察單位（波蘭授權生產型）
- 波蘭
  - 波蘭警察（英语：Policja）（P99 AS／QA／DAO及本土生產型）
- 葡萄牙
  - 治安警察局（英语：Polícia de Segurança Pública）
- 中華民國
  - 法務部調查局 有限使用
- 塞爾維亞
  - 特警單位
- 西班牙
  - 加泰隆尼亞市警察
- 泰國
  - 警察單位
- 土耳其
  - 公眾安全局（英语：General Directorate of Security (Turkey)）警察特別行動部門（英语：Police Special Operation Department）（CANIK TP9）
- 乌克兰
  - 烏克蘭安全局阿爾法小組
- 英国
  - 諾丁漢郡警察（英语：Nottinghamshire Police）（P99 DAO；於2016年被格洛克17手槍所取代）

## 流行文化
該槍取代了瓦爾特PPK成為了英國動作電影中特務詹姆斯·龐德自《明日帝國》後的新一代手槍。

### 電視劇
- 2009年—《痞子英雄》：由小馬與雷慕莎所使用。

### 電影
- 2002年—：由女突擊隊員所使用。
- 2002年—：由莫菲斯（勞倫斯·費許朋飾演）和貝恩（伊恩·布利斯飾演）所使用。
- 2007年—：由桑德爾吞槍自盡時使用。
- 2012年—《2》：由吉恩·維蘭（尚-克勞德·范·達美飾演）所使用，金色滑套。

### 電子遊戲
- 2007年—：命名為「Walker P9M」。
- 2011年—《3》：命名為「P99」，載彈量12發，可使用改裝包括：消音器、雙持、戰術刀及延長彈匣（增至18發）。在戰役模式之中由尤里、俄羅斯極端民族主義黨武裝力量、“同心圏”成員及141特遣隊所使用，聯機模式時於等級10解鎖；而在生存模式時則於等級42解鎖，價格為$200。
- 2012年—《战争前线》：命名为“Walther P99”，使用13发弹匣供彈，以副武器之姿出现并可被所有职业使用，K点武器，可以改裝枪口配件（通用消音器、手槍消音器、手槍制退器、手槍刺刀。
- 2013年—：命名為“P07”，可使用消音器改裝，由北約士兵所使用。
- 2017年—：命名為“Herrwalt 99”。

### 輕小說及動畫
- 2002年—《天使特警》：由艾克蕾爾所使用，初期為.40 S&W口徑型，後期改用9×19毫米口徑版本。
- 2011年—《緋彈的亞莉亞》：為峰理子的慣用武器，會雙持。

## 犯罪用途
2023年3月5日，位于马来西亚玻璃市加央，一名27岁的警察伍长（马来语：Koperal）疑似和妻子发生争执时，使用佩枪朝对方连开5枪，将其妻子杀害。涉案警察当日被逮捕，而该手枪型号便是瓦尔特P99手枪。

## 圖片

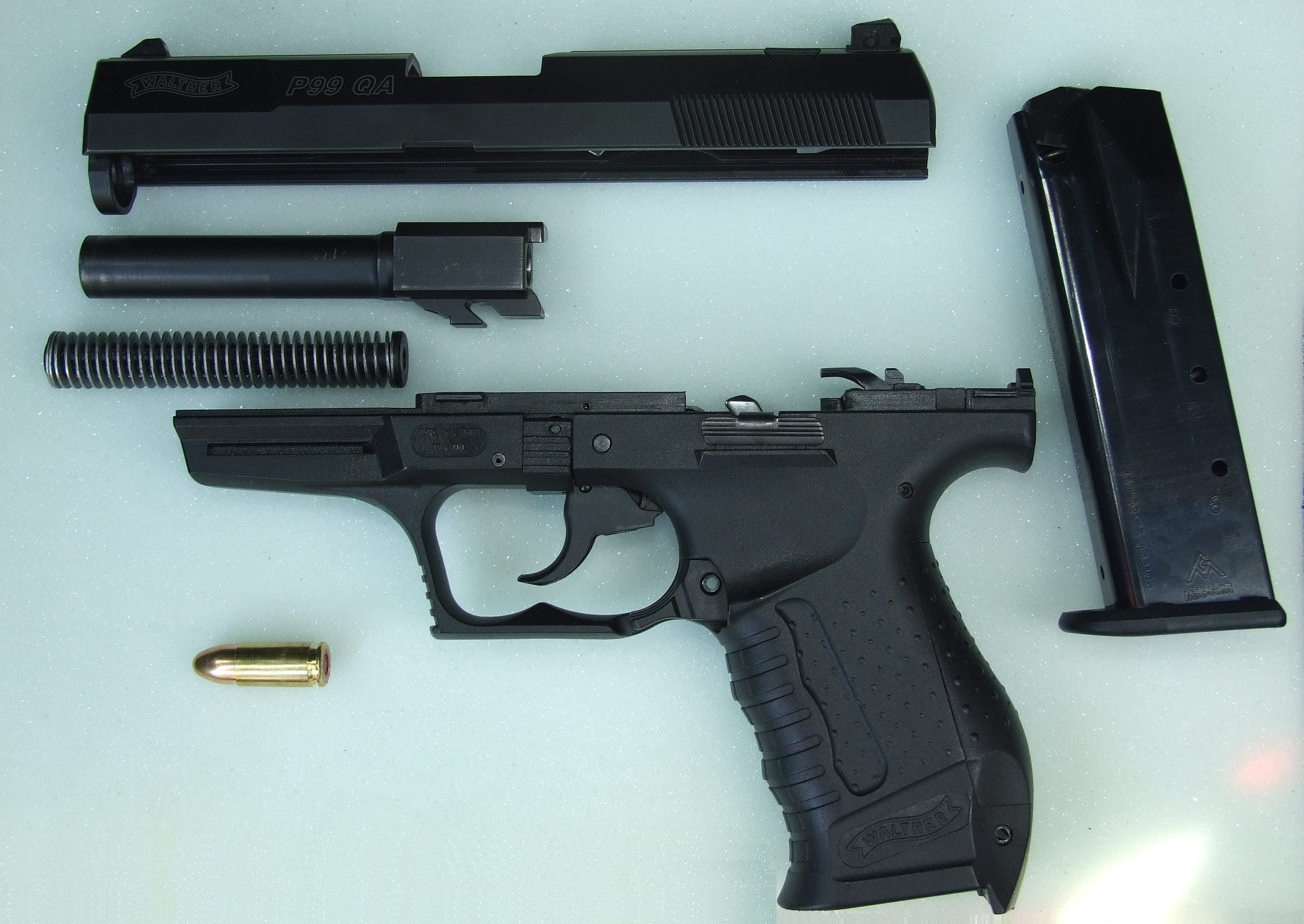
P99QA field stripped to its main parts
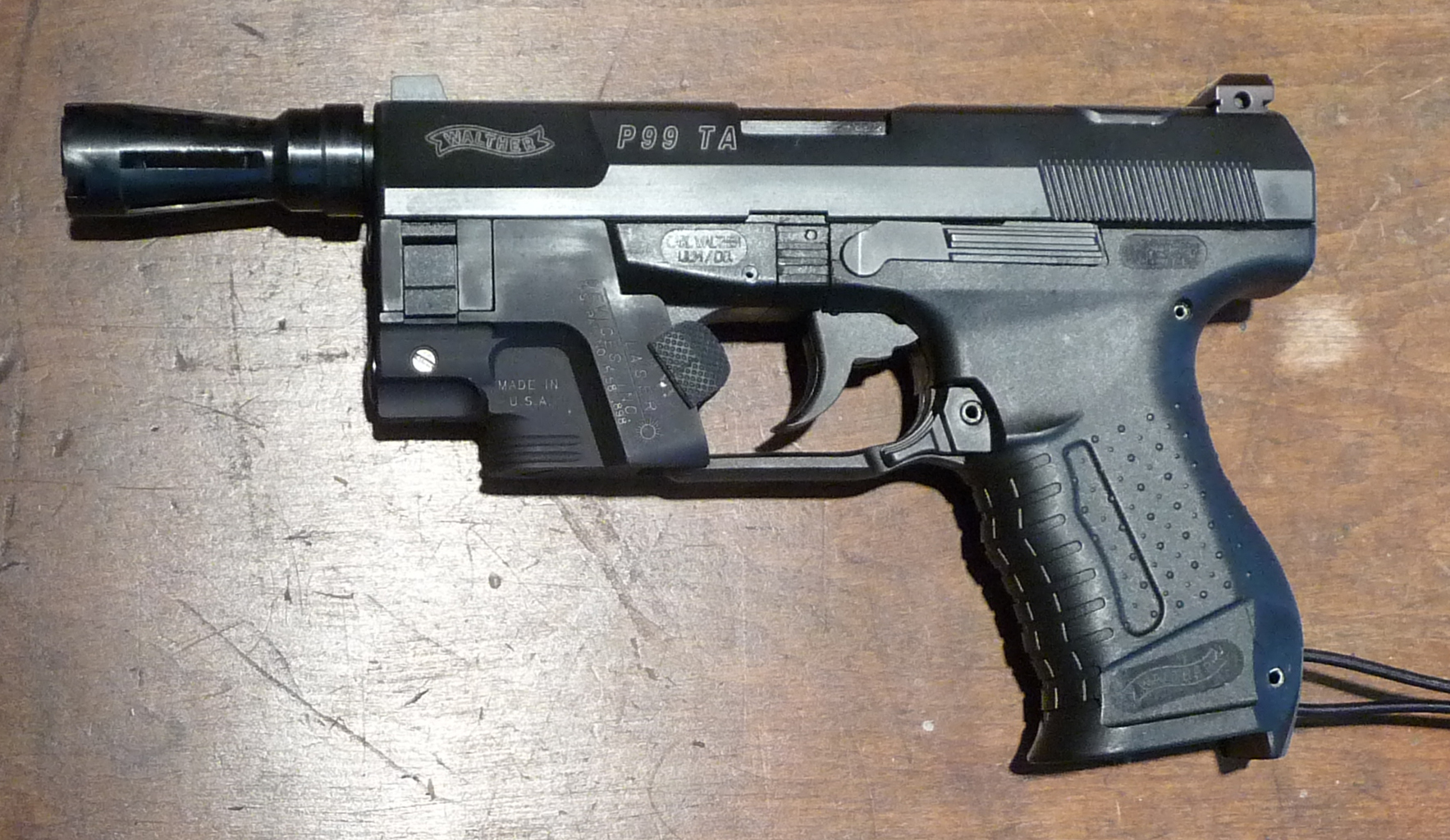
P99 TA with laser unit and flash suppressor
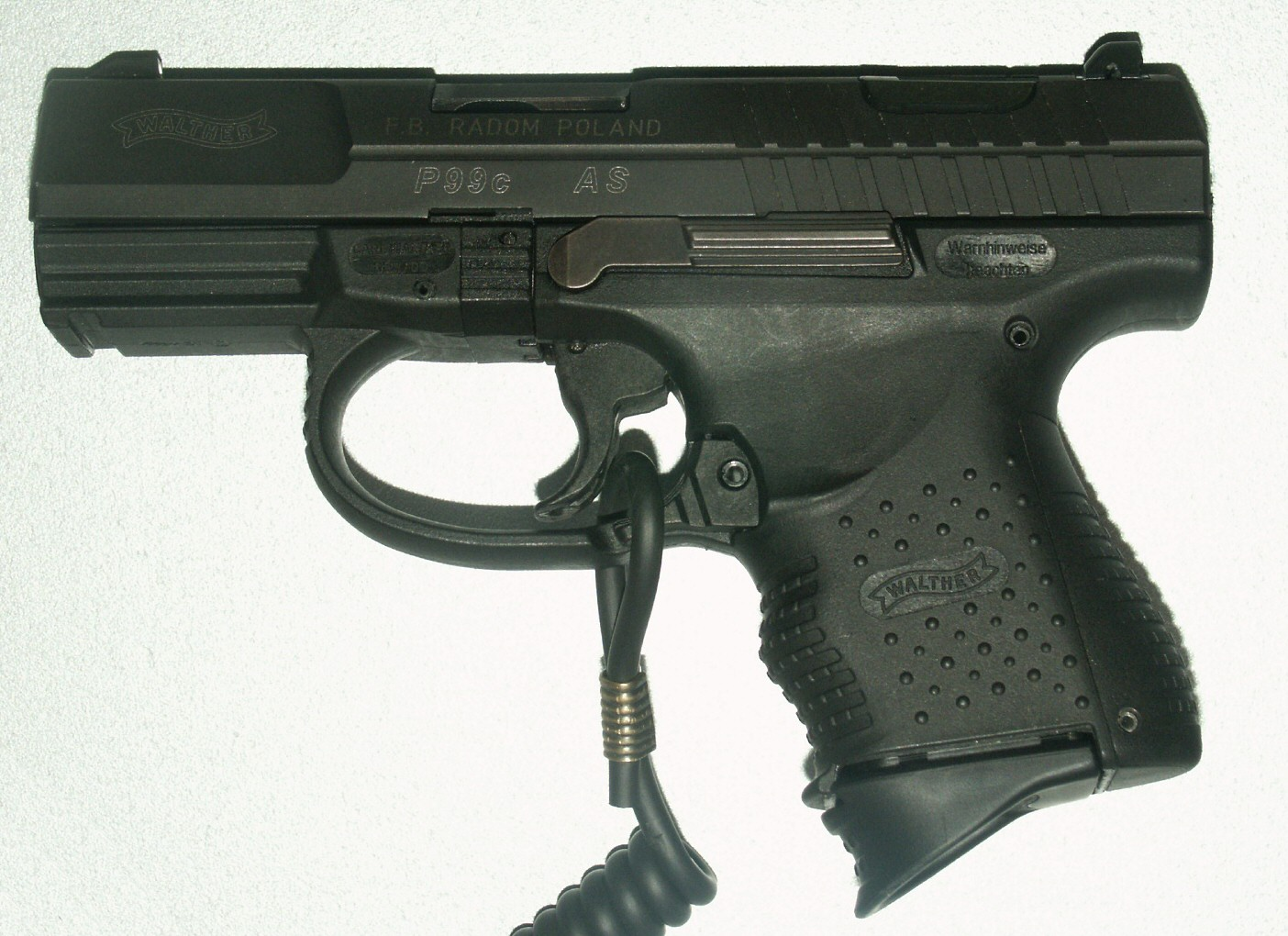
Polish made P99c AS

## 相關参见
- 瓦爾特PP、瓦爾特PPK
- 瓦爾特P5
- 瓦爾特P88
- 瓦爾特P22，本槍的.22 LR版本。
- 史密斯威森SW99，本槍的美國市場版本。
- 瓦爾特PPQ
- 瓦爾特PPS
- 瓦爾特PPX

## 資料來源